# Naphthalindiole
Naphthalindiole oder Dihydroxynaphthaline sind von Naphthalin abgeleitete chemische Verbindungen mit zwei Hydroxygruppen; sie zählen zur Stoffgruppe der Naphthole.
Es gibt insgesamt zehn isomere Naphthalindiole, die alle in der Literatur beschrieben sind. Von technischer Bedeutung ist jedoch lediglich 1,5-Naphthalindiol.

## Herstellung
Die Naphthalindiole werden durch Umsetzung von Naphthalinsulfonsäuren in Alkalischmelzen hergestellt. Alternativ kann man sie durch Hydrolyse der entsprechend substituierten Aminonaphthaline erhalten.

## Vertreter
| Systematische Bezeichnung (IUPAC) | Alternativbezeichnung                      | Identifikatoren                                         | Struktur |
| --------------------------------- | ------------------------------------------ | ------------------------------------------------------- | -------- |
| 1,2-Naphthalindiol                | 1,2-Dihydroxynaphthalin                    | CAS-Nummer: 574-00-5 PubChem: 11318 Wikidata: Q27096830 |          |
| 1,3-Naphthalindiol                | 1,3-Dihydroxynaphthalin Naphthoresorcin    | CAS-Nummer: 132-86-5 PubChem: 8601 Wikidata: Q27262989  |          |
| 1,4-Naphthalindiol                | 1,4-Dihydroxynaphthalin Naphthohydrochinon | CAS-Nummer: 571-60-8 PubChem: 11305 Wikidata: Q27115786 |          |
| 1,5-Naphthalindiol                | 1,5-Dihydroxynaphthalin Azurol             | CAS-Nummer: 83-56-7 PubChem: 6749 Wikidata: Q19842073   |          |
| 1,6-Naphthalindiol                | 1,6-Dihydroxynaphthalin                    | CAS-Nummer: 575-44-0 PubChem: 68463 Wikidata: Q27096881 |          |
| 1,7-Naphthalindiol                | 1,7-Dihydroxynaphthalin                    | CAS-Nummer: 575-38-2 PubChem: 68462 Wikidata: Q27268099 |          |
| 1,8-Naphthalindiol                | 1,8-Dihydroxynaphthalin                    | CAS-Nummer: 569-42-6 PubChem: 68438 Wikidata: Q72493458 |          |
| 2,3-Naphthalindiol                | 2,3-Dihydroxynaphthalin                    | CAS-Nummer: 92-44-4 PubChem: 7091 Wikidata: Q27117387   |          |
| 2,6-Naphthalindiol                | 2,6-Dihydroxynaphthalin                    | CAS-Nummer: 581-43-1 PubChem: 93552 Wikidata: Q27260648 |          |
| 2,7-Naphthalindiol                | 2,7-Dihydroxynaphthalin                    | CAS-Nummer: 582-17-2 PubChem: 11397 Wikidata: Q27237248 |          |

## Substituierte Naphthalindiole
Von den Naphthalindiolen mit weiteren Substituenten am Naphthalinring sind insbesondere die sulfonierten Verbindungen von technischem Interesse. Von den zahlreichen Isomeren finden vier Dihydroxynaphthalinsulfonsäuren und drei Dihydroxynaphthalindisulfonsäuren als Kupplungskomponenten für Azofarbstoffe Verwendung. Diese Verbindungen zählt man zur Gruppe der Buchstabensäuren.
|                                                                             |                                                                           |                                                                                |                                                                         |
| 4,5-Dihydroxynaphthalin-1-sulfonsäure Dioxychicagosäure CAS-Nummer: 83-65-8 | 4,6-Dihydroxynaphthalin-2-sulfonsäure Dioxy-G-Säure CAS-Nummer: 6357-93-3 | 4,7-Dihydroxynaphthalin-2-sulfonsäure Dioxy-I-Säure CAS-Nummer: 6357-94-4      | 6,7-Dihydroxynaphthalin-2-sulfonsäure Dioxy-R-Säure CAS-Nummer: 92-27-3 |
|                                                                             |                                                                           |                                                                                |                                                                         |
| 3,5-Dihydroxynaphthalin-2,7-disulfonsäure A-Säure CAS-Nummer: 81344-22-1    | 3,6-Dihydroxynaphthalin-2,7-disulfonsäure CAS-Nummer: 23894-07-7          | 4,5-Dihydroxynaphthalin-2,7-disulfonsäure Chromotropsäure CAS-Nummer: 148-25-4 |                                                                         |